# Anthurium longissimilobum
Anthurium longissimilobum är en kallaväxtart som beskrevs av Thomas Bernard Croat. Anthurium longissimilobum ingår i släktet Anthurium och familjen kallaväxter. Inga underarter finns listade.